# Новочебоксарск (городской округ)
Городской округ город Новочебоксарск Чувашской Республики — муниципальное образование (городской округ) в Чувашии (Россия), образованное в границах двух административно-территориальных единиц Чувашии: города республиканского значения Новочебоксарск и деревни Ольдеево. 
Административный центр — город Новочебоксарск.

## Описание герба и флага
Описание герба: В пересечённом лазоревом и зелёном поле широкое пониженное золотое стропило, обременённое тремя летящими лазоревыми утками, держащими в клювах зелёные дубовые ветви.
Описание флага: На желтой части полотнища – три лазоревых летящих к древу утки, держащих в клювах зеленые дубовые ветви: одна в центре и две ниже нее, приближенные к нижним углам полотнища.

## История
Новочебоксарск начали возводить в 1960 году, когда вокруг больших городов создавались города спутники. Первоначально он так и назывался “Спутник”. 18 ноября 1960 года бригада бетонщиков В.Н.Никифорова"Стройтреста N4" уложила первые кубометры бетона в фундамент первого дома (ныне дом N 18 по ул. Коммунистической.)
Не сразу эта улица получила такое название.
5 июля 1962 года Исполком Чебоксарского горсовета принял решение:"Первой улице, застроенной многоэтажными домами параллельно защитной зоне от кирпичного завода в городе Спутник (Новый промышленный район) присвоить имя Курчатова -знаменитого ученого физика атомника и впредь именовать улица Курчатова "
И лишь 12 июля 1962 года Чебоксарский горисполком решил "во изменения ранее принятого решения первую улицу в Новопромышленном районе наименовать Коммунистической".
Состоялось торжественное открытие первой улицы. От нее берет начало наш город. Здесь почти каждому зданию присвоен эпитет "первый": первый дом и первая школа, первый клуб и первая библиотека, первая баня и первый ресторан, первый городской рынок и первое пассажирское депо и т.д.
В тех далеких 60- ых, когда Новочебоксарска еще не было на георгафических картах, люди мечтали о новом, прекрасном, светлом, благоустроенном городе. И их мечта стала явною. Строился , зримые очертания обретал город Спутник. Надежными, неустающими руками выводили его на орбиту трудовые, энергичные люди.
Новочебоксарск, возникший как часть г.Чебоксары, в первые 5 лет являлся его спутником.
6 июля 1965 года. Бюро Чувашского обкома КПСС приняло постановление " Об образовании города Ильичевска республиканского(АССР) подчинения", предусматривающее образование на базе жилого района химического комбината на правом берегу р. Волги города Ильичевска.
11 августа 1965 г. Бюро Чувашского обкома КПСС приняло постановление " О создании города Новочебоксарска" в котором, в частности, указывалось: "Во изменение своего постановления от 6 июля 1965 г. бюро обкома постановляет: 1. На базе Новопромышленного района образовать город Новочебоксарск городского г.Чебоксары подчинения".
11 августа 1965 г. Президиум Верховного Совета ЧАССР принял постановление" Об образовании в Чувашской АССР города Новочебоксарска", которым упразднил Банновский сельсовет г.Чебоксары, передав населенные пункты Банново, Иваново, Ольдеево, Тенекассы,Чедино и Яндашево в административное подчинение Новочебоксарского горсовета.
27 сентября 1965 года. Президиум Верховного Совета РСФСР принял Указ " О преобразовании поселка при строительстве комбината в пригородной зоне города Чебоксары Чувашской АССР в город районного подчинения".
27 декабря 1971 года. Президиум Верховного Совета РСФСР принял Указ " Об отнесении города Новочебоксарска к категории городов республиканского (АССР) подчинения".
В 1977 г. в средней школе N 6 открыта школа искусств. На трех ее отделениях хореографическом, художественном, и музыкальном занимаются 160 учащихся.
В 1979 г. открылась фабрика ремонта и изготовления мебели.
В 1980 г. состоялось открытие первой очереди Новочебоксарского спорткомплекса.
В 1988 г. в Ельниковском микрорайоне открылась автостанция, которая имеет удобные выходы и основным автомагистралям.
В 1992 г. открылась первая в республике библиотека национального и духовного возрождения. Посетители могут в ней не только познакомятся с книжными новинками, но и посмотреть записанные на видеомагнитофон выступления фольклорных ансамблей.
В сентябре 1992 город посетил Президент России Б.Н.Ельцин.
24 февраля 1993 года решением городского Совета народных депутатов был утвержден герб города Новочебоксарска художника Разина В.И. Герб города Новочебоксарска представляет собой изображение золотого окаймленного геральдического щита с красной стилизованной орнаментальной чувашской символикой. Герб увенчен эмблемой "три солнца",что символизирует принадлежность Чувашской Республике. Орнаментальная символика в центре образно выражает хозяину города химиков и электроэнергетиков. Щит окаймлен лазурным цветом.
Город Новочебоксарск был наделён статусом городского округа законом Чувашской республики от 24 ноября 2004 года N 37 «Об установлении границ муниципальных образований Чувашской Республики и наделении их статусом городского, сельского поселения, муниципального района и городского округа».
2005 год Решением Новочебоксарского городского Собрания депутатов от 9 февраля 2005 года утверждены новый герб и флаг Новочебоксарска.
23 марта 2005 года герб и флаг города внесены в Государственный геральдический регистр.

## Население
| 2002     | 2005     | 2009     | 2010     | 2011     | 2012     | 2013     | 2014     | 2015     |
| -------- | -------- | -------- | -------- | -------- | -------- | -------- | -------- | -------- |
| 126 210  | ↘125 800 | ↗127 161 | ↘124 392 | ↘124 373 | ↘124 358 | ↘124 217 | ↗124 288 | ↗125 162 |
| 2016     | 2017     | 2018     | 2019     | 2020     | 2021     | 2024     | 2025     |          |
| ↗125 797 | ↗126 382 | ↗126 931 | ↗127 099 | ↗127 529 | ↘120 650 | ↗120 767 | ↘120 616 |          |

### Национальный состав
По данным переписи населения 2010 года в городе Новочебоксарск около половины населения чуваши, более трети — русские, проживают также татары, марийцы и мордва.
| Национальность | Число указавших национальность и доля от населения района |
| -------------- | --------------------------------------------------------- |
| Чуваши         | 50,03 % (62 367)                                          |
| Русские        | 38,74 % (48 195)                                          |
| Татары         | 1,29 % (1 600)                                            |
| Мордва         | 0,58 % (726)                                              |
| Марийцы        | 0,79 % (977)                                              |

## Состав городского округа
| № | Населённый пункт | Тип населённого пункта        | Население |
| - | ---------------- | ----------------------------- | --------- |
| 1 | Новочебоксарск   | город, административный центр | ↘120 361  |
| 2 | Ольдеево         | деревня                       | ↘275      |

Упразднённые населённые пункты:
- 2004 год — деревни Банново и Иваново[24]

## Местное самоуправление
Главы города
- Матвеев Олег Аркадьевич

Главы администрации
- с 8 июня 2016 года — Калиниченко Игорь Борисович
- с 31 мая 2017 года — Чепрасова Ольга Викторовна[25]